# Aucacris eumera
Aucacris eumera is een rechtvleugelig insect uit de familie Ommexechidae. De wetenschappelijke naam van deze soort is voor het eerst geldig gepubliceerd in 1929 door Hebard.